# Astragalus sumbari
Astragalus sumbari är en ärtväxtart som beskrevs av Mikhail Grigoríevič Popov. Astragalus sumbari ingår i släktet vedlar, och familjen ärtväxter. Inga underarter finns listade i Catalogue of Life.